# Švédská rallye 1987
Švédská rallye 1987 byla druhou soutěží mistrovství světa v rallye 1987. Zvítězil Timo Salonen s Mazdou 323 4WD.

## Průběh soutěže
Zpočátku vedl Juha Kankkunen s vozem Lancia Delta HF. Za ním se držel Stig Blomqvist s vozem Ford Sierra XR4i a třetí byl Timo Salonen ve voze Mazda 323 4WD. Brzy se na vedoucí pozici ale prosadil Mikael Ericsson, který usedl do tovární Lancie Delta. Na dalších pozicích byli Ingvar Carlsson s další Mazdou a Per Eklund s Audi Quattro. V jeden moment se do vedení dostal i Mikael Sundström se soukromou Mazdou. Druhý byl Ericsson a třetí Salonen. Čtvrtý byl jeho týmový kolega Carlsson, pátý Kankkunen. Sundström ale vylétl z trati. Do vedení se dostal Ericsson před Carlssonem. Za nimi byl Salonen, Kankkunen, Markku Alen s další Lancií a Blomqvist. 
Ve druhé etapě se na první pozici posunul Salonen. Ericsson ztratil kvůli špatné volbě pneumatik. Za nimi se drželi Carlsson a Kankkunen. Pátý byl Alen, šestý Blomqvist, sedmý Eklund a osmý Eriksson. Vedení udržoval Salonen před Ericssonem. Kankkunen se posunul na třetí místo před Carlssona. Za nimi byli stále Alen, Blomqvist, Eklund a Eriksson. 

## Výsledky
1. Timo Salonen, Harjanne - Mazda 323 4WD
2. Mikael Ericsson, Johansson - Lancia Delta HF
3. Juha Kankkunen, Piironen - Lancia Delta HF
4. Ingvar Carlsson, Carlsson - Mazda 323 4WD
5. Markku Alen, Kivimaki - Lancia Delta HF
6. Stig Blomqvist, Cederberg - Ford Sierra XR4i
7. Per Eklund, Whittock - Audi Quattro
8. Kenneth Eriksson, Dietman - Volkswagen Golf II GTI 16V
9. Danielsson, Eklind - Audi Quattro
10. Johansson, Ostensson - Audi Quattro